# Departament Wojny Stanów Zjednoczonych

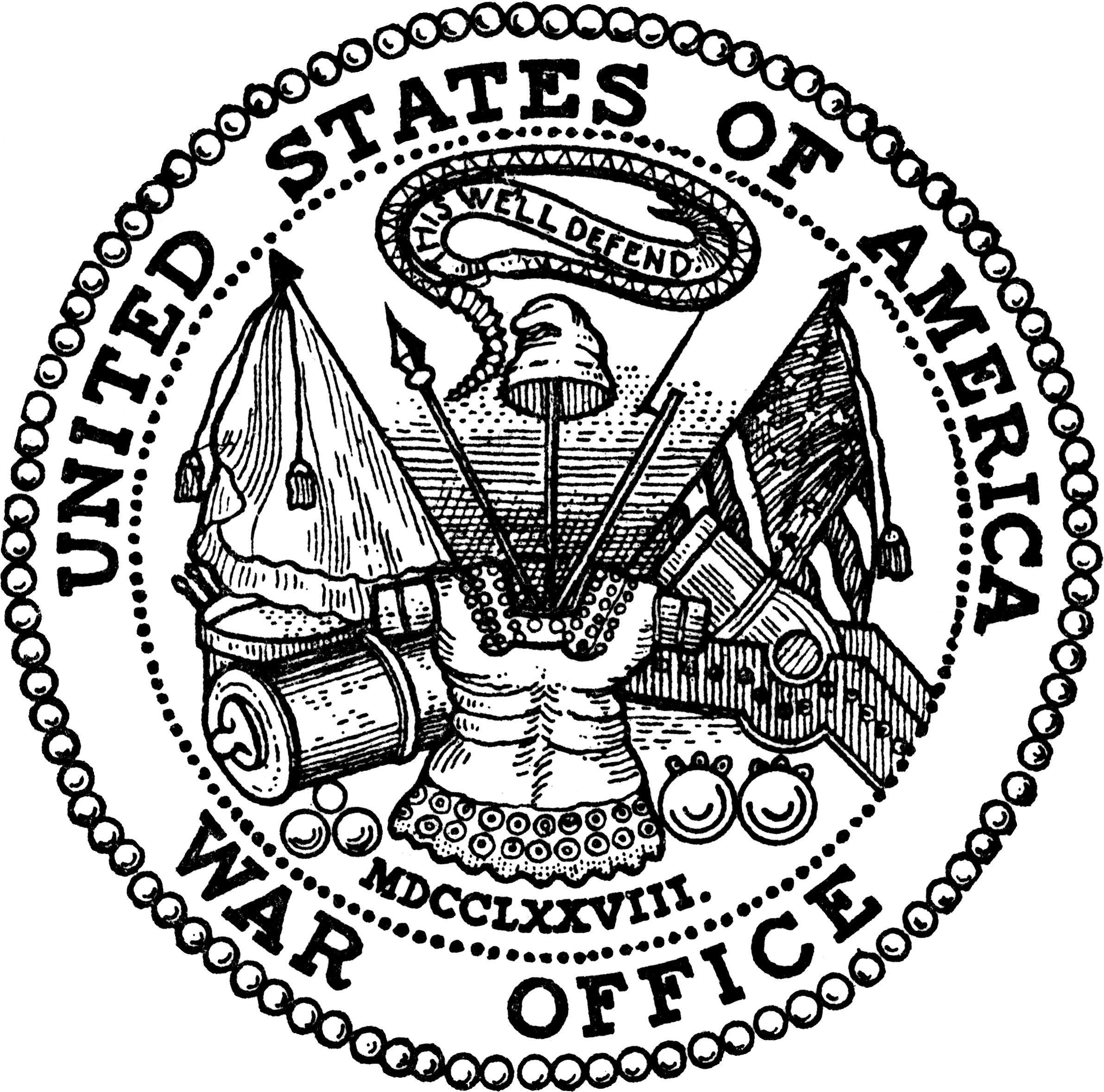

Departament Wojny Stanów Zjednoczonych (ang. United States Department of War) – urząd federalny administracji Stanów Zjednoczonych, odpowiedzialny początkowo za siły lądowe (US Army), a później również siły powietrzne (od 2 lipca 1926 USAAC i w latach 1941–1947 USAAF). 
Departamentem Wojny zarządzał sekretarz wojny, który był członkiem Gabinetu Stanów Zjednoczonych ze starszeństwem po sekretarzu stanu i skarbu. Pierwszym sekretarzem wojny został Henry Knox, który zawiadywał szkieletową armią liczącą 672 oficerów i żołnierzy: 76 strzegących arsenałów w West Point i Springfield i 596 na posterunkach w dolinie rzeki Ohio.
Departament powstał 7 sierpnia 1789 roku na bazie utworzonej 12 czerwca 1776 pięcioosobowej Board of War and Ordnance, która w dwa lata później została przekształcona w War Office i istniał do 17 września 1947 roku, kiedy został włączony do National Military Establishment, przemianowanego 10 sierpnia 1949 roku na Departament Obrony Stanów Zjednoczonych.